# Voetbalkampioenschap van Harz 1926/27
In 1926/27 werd het vijftiende voetbalkampioenschap van Harz gespeeld, dat georganiseerd werd door de Midden-Duitse voetbalbond. 
FC Germania 1900 Halberstadt werd kampioen en plaatste zich voor de Midden-Duitse eindronde. De club verloor meteen van FC Viktoria 1909 Stendal.

## Gauliga
| Plaats | Club                         | Wed. | W  | G | V  | Saldo | Ptn.  |
| ------ | ---------------------------- | ---- | -- | - | -- | ----- | ----- |
| 1.     | FC Germania 1900 Halberstadt | 14   | 14 | 0 | 0  | 80:14 | 28:0  |
| 2.     | Quedlinburger SV 1904        | 14   | 8  | 3 | 3  | 47:25 | 19:9  |
| 3.     | SC Preußen 1909 Halberstadt  | 14   | 7  | 1 | 6  | 35:28 | 15:13 |
| 4.     | SpVgg 1904 Thale             | 14   | 5  | 3 | 6  | 34:37 | 13:15 |
| 5.     | SV Germania 1916 Wernigerode | 14   | 4  | 3 | 7  | 56:19 | 11:17 |
| 6.     | FC Viktoria 1910 Wernigerode | 14   | 4  | 3 | 7  | 18:55 | 11:17 |
| 7.     | SC 1910 Halberstadt          | 14   | 4  | 1 | 9  | 24:56 | 9:19  |
| 8.     | Fußballfreunde Oschersleben  | 14   | 2  | 2 | 10 | 18:78 | 6:22  |

|  | Kampioen, geplaatst voor Midden-Duitse eindronde |
|  | Degradatie                                       |